# Fremkaldt
Fremkaldt er en dansk kortfilm fra 2008, der er instrueret af Oliver Zahle efter eget manuskript.

## Handling
Fotografen Nikolaj prøver at opretholde forholdet til kæresten Rikke, men flirter med den karismatiske og tillokkende Laura, som engang var hans ungdomskærlighed. Nikolajs bror Tobias, der er psykisk syg, blander sig i legen, og en gammel rivalisering blusser op mellem de to brødre.

## Medvirkende
- Ulrich Thomsen - Nikolaj
- Ellen Hillingsø
- Troels Lyby - Nikolajs bror
- Trine Dyrholm